# Salt Lake Stadium
Het Salt Lake Stadium is een stadion gelegen in het Indische Calcutta.

## Beschrijving
Het stadion heeft een capaciteit van 120.000 personen. In 1997 werd een recordaantal toeschouwers van 131.000 gemeten in de voetbalwedstrijd tussen East Bengal FC en Mohun Bahan A.C.

## Bespelers
Het stadion wordt gebruikt door voetbalclubs East Bengal FC, Atlético de Kolkata, Mohammedan S.C., United S.C. en Mohun Bagan A.C. Er vinden ook atletiekwedstrijden plaats.

## Trivia
- Oliver Kahn speelde zijn laatste officiële wedstrijd in dit stadion. Het was een vriendschappelijke wedstrijd tussen Bayern Munchen en Mohun Bagan A.C., de wedstrijd werd door Bayern München met 3-0 gewonnen.